# 八幡神社 (沼津市市場町)
八幡神社（はちまんじんじゃ）は、静岡県沼津市市場町（いちばちょう）にある神社。地名を冠して市場八幡神社（いちばはちまんじんじゃ）とも。

## 概要
沼津市役所の北西近隣、「御成橋」を通る御成橋通り（県道139号）沿い、また北西対岸の中央公園から延びる「あゆみ橋」の先にある香貫公園の隣りに鎮座する。
創建不詳だが、古くからこの地に鎮座しており、市場町（いちばちょう）という地名も、八幡神社に市が立ったところから名付けられたとされ、また明治9年（1876年）に湊橋（現・御成橋）ができるまでは、この市場と対岸の上土町との間を結ぶ渡しが、江戸時代から「大渡し」と呼ばれて主要な役割を果たすなど、八幡神社はこの地域の中心的な役割を果たしており、現在でも市場町・御幸町の総鎮守として崇敬を集めている。
現在の社殿は昭和5年（1930年）に造営され、平成元年（1989年）に屋根の葺き替えと社殿の修繕が行われた。

## 祭神
- 譽田別命

## 境内社
- 出雲神社（祭神・大国主命）
- 津島神社（祭神・素戔嗚命）